# Floris Alberse
Floris Alberse (27 februari 1987) is een Nederlands documentairemaker en coach.

## Levensloop
Alberse studeerde af in de sociologie en journalistiek. Vanaf 2011 werkte Alberse als interviewer en programmamaker, onder meer voor de programma’s Nooit meer Slapen (VPRO), De Avonden (VPRO) en RadioDoc (NTR/VPRO) op NPO Radio 1. Voor NRC Handelsblad en nrc next schreef hij persoonlijke interviews. Voor de laatste krant verzorgde hij samen met Adinda Akkermans de interviewrubriek Leermeester. Een radioversie van die rubriek maakten zij eerder al bij de lokale zender AmsterdamFM. Alberse werkte als redacteur bij Pauw & Witteman en als coach bij de Universiteit van Amsterdam.

## Documentaires
- Alberse debuteerde in 2011 met de documentaire De flat van mijn opa voor de NTR op Radio 1.[1] Daarin volgt hij zijn opa die zich niet meer thuis voelt in Nederland ‘door al die buitenlanders’. De documentaire deed veel stof opwaaien en won de NTR Radioprijs en werd genomineerd voor de  Prix Europa en de International Feature Conference.[2][3][4]
- In De zwarte in het witte land (2013, VPRO) belicht Alberse een andere kant van het integratiethema: de Surinaams-Nederlandse docent Zawdie voelt zich nog steeds niet thuis in Nederland doordat mensen hem behandelen als buitenlander.[5] De Prix Italia nomineerde de documentaire. Zawdie plaatst in de documentaire als een van de eersten vraagtekens bij Zwarte Piet. Later zou Alberse er een hand in hebben gehad dat Pieten-activist Quinsy Gario een podium kreeg bij Pauw & Witteman.[6]
- In 2015 ging Alberse voor de VPRO op zoek naar ‘onze obsessie met geluk’ in de documentaire Dokter, ik moet gelukkig zijn.[7] Hij stelt zich de vraag waar het leven dan wel om draait. Hij laat onder meer de Vlaamse psychiater Dirk De Wachter en de Nederlandse Prinses Irene aan het woord. Alberse vertelde over zijn zoektocht bij onder meer Tijd voor MAX.[8]
- Het Nederlands Film Festival selecteerde Alberses documentairefilm Ik hoor alles - Vincent Bijlo,[9] die uitgezonden werd bij Het Uur van de Wolf op NPO 2. Alberse volgde samen met cameraman Peter Brugman en geluidsman Gertjan Miedema de cabaretier Vincent Bijlo 3,5 jaar. Onderliggende vraag in het verhaal dat Alberse maakte: 'Hoe ga ik om met angst voor de toekomst?' aldus de regisseur in een interview met het AD.[10] 'Ik hoor alles' werd lovend ontvangen. De Volkskrant noemde de documentaire "indringend" en "ontroerend".[11]